# Озёрск (Самарская область)
Озёрск — посёлок в Большеглушицком районе Самарской области. Входит в состав сельского поселения Фрунзенское.

## История
В 1973 г. Указом Президиума ВС РСФСР поселок отделения № 2 совхоза имени Фрунзе переименован в Озёрск.

## Население
| 2010 |
| ---- |
| 230  |